# Mike Harle
Michael James L. Harle (sinh ngày 31 tháng 10 năm 1972) là một cầu thủ bóng đá người Anh từng thi đấu ở vị trí hậu vệ ở Football League. Anh sinh ra ở Lewisham, London. Anh phải giải nghệ ở tuổi 27 vì chấn thương bàn chân.